# Дуги мост (Београд)
Дуги мост (познат и као Мост преко мочваре) био је први стални мост у Београду, саграђен 1688. године, а простирао се преко реке Саве.

## Историјат
Грчки историчар Зосим записао је да је  постојао мост у Београду (у то време Сингидунум), у 5. веку, што је најстарији помен моста у Београду. Остали историјски записи помињу и мостове 1521, 1595 и 1717. године, али сви они су били привремени понтонски мостови, створени само у сврху освајања током бројних битака и опсада Београда.
Дуги мост саграђен је 1688. године, током опсаде Београда, а Аустријанци су га изградили како би им помогао да освоје Београд, који је тада био под Османским царством. Према записима, београдски мајстор Ђорђевић је за месец дана уз помоћ 400 радника саградио Дуги мост, користећи  2.000 стабала, 1.100 дрвених стубова, 15.500 снопова коља и 12.000 палисадних облица.
Мост се налазио јужно од Београда у селу Остружница и спајао је са Сремом, на простору данашње општине Нови Београд који је био велика мочвара, па је зато мост у народу био познат и као Мост преко мочваре. Срушен је најкасније 1691. године, када су Османлије поново покориле Београд.
Дуги мост је први стални мост у историји Београда. Тик до њега, мало ближе Ади Циганлији, Аустријанци су изградили други, класични понтонски мост, који се „наслонио“ на Дуги мост.